# Elecciones parlamentarias de Escocia de 2003
Las elecciones al Parlamento escocés de 2003 se celebraron el jueves 1 de mayo de 2003 y se trató de la segunda convocatoria electoral desde que entró en funcionamiento el Parlamento escocés, tras la Ley de Escocia de 1999. Las elecciones coincidieron con las elecciones municipales en todos los municipios de Escocia, así como con las elecciones a la Asamblea Nacional de Gales y elecciones municipales en diversas villas y ciudades de Inglaterra y Gales. El Partido Laborista fue la fuerza más votada consiguiendo 50 escaños, seguida por el Partido Nacional Escocés con 27 y los Conservadores con 18 diputados.
Tras las votaciones, el cargo de ministro principal de Escocia continuó siendo ostentado por Jack McConnell gracias a la coalición entre Laboristas y Liberal-Demócratas, que con 67 escaños lograron una mayoría suficiente para continuar con el gobierno.
Los resultados también mostraron un aumento en el apoyo a los "partidos minoritarios", como lo son el Partido Verde Escocés y el Partido Socialista Escocés (SSP), además de una pérdida de las preferencias electorales por parte de dos de los partidos mayoritarios: el Laborista y el Nacional Escocés (SNP). 
Por otro lado, los partidos Conservador y los Liberal-Demócratas mantuvieron un porcentaje de votación similar respecto a las elecciones de 1999 y conservaron el mismo número de representantes que habían conseguido en ese proceso electoral.

## Sistema electoral
Las elecciones para el Parlamento escocés estuvieron entre las primeras en Gran Bretaña en utilizar un sistema representación proporcional mixta (MMP).  El sistema es una forma regionalizada del MMP, conocido como sistema de miembros adicionales (AMS) de representación proporcional en Gran Bretaña. Según este sistema, los votantes reciben dos votos: uno para un candidato específico y otro para un partido político.  Un voto se utiliza para elegir al miembro local; el otro se agrupa con votos de otros distritos de la región para componer la representación proporcional al partido dentro de la región. (No hay escaños para nivelar la diferencia entre los dos votos).
De los 129 escaños que componen el Parlamento, 73 son elegidos para representar a distritos electorales mayoritarios y se les conoce como "Parlamentario de Distrito".  Los votantes eligen a un miembro para representar al distrito electoral uninominal, y la persona con más votos es elegido parlamentario del distrito electoral. Los 73 distritos electorales del Parlamento escocés comparten los mismos límites que los distritos electorales del Parlamento del Reino Unido en Escocia, antes de la reducción de 2005 en el número de parlamentarios escoceses, con la excepción de Orkney y Shetland, que eligen cada uno su propio parlamentario de distrito electoral. En la actualidad, el distrito electoral promedio está compuesto por 55.000 electores. Dada la distribución geográfica de la población en Escocia, esto da como resultado distritos electorales de un área más pequeña en las Tierras Bajas Centrales, donde vive la mayor parte de la población de Escocia, y áreas electorales mucho más grandes en el norte y el oeste del país, que tienen una baja densidad de población. Los archipiélagos insulares de Orkney, Shetland y las Islas Occidentales comprenden un número mucho menor de electores, debido a su población dispersa. En el caso de que un diputado de un distrito electoral renuncie al Parlamento, esto desencadena una elección parcial en su distrito electoral, donde se elige un diputado de reemplazo según el mismo sistema.
Los 56 escaños restantes, llamados "Parlamentarios de lista", son elegidos mediante un sistema de miembros adicionales, que busca hacer que los resultados generales sean más proporcionales, contrarrestando cualquier distorsión en los resultados de los distritos electorales. Se eligen siete diputados de lista de cada una de las ocho regiones electorales, de las cuales los distritos electorales son subdivisiones: 
1. Escocia Central
2. Glasgow
3. Tierras Altas e Islas
4. Lothian
5. Escocia Central y Fife
6. Noreste de Escocia
7. Sur de Escocia
8. Oeste de Escocia

Cada partido político elabora una lista de candidatos que se presentan en cada región electoral, de la cual se eligen los diputados de la lista. Los independientes también pueden presentarse como candidatos en regiones, en cuyo caso se les trata como una "lista" unipersonal. Los candidatos pueden presentarse tanto por un distrito electoral como por una lista; si son elegidos por un distrito electoral, este tiene prioridad y son ignorados al asignar escaños de su lista de partido.  Si un parlamentario de lista abandona posteriormente el Parlamento, la siguiente persona en la lista del partido al que pertenece el que renuncia ocupa el escaño. Sin embargo, si un parlamentario abandona su partido, conservará su escaño, se mantendrá como independiente y no será reemplazado. Si un diputado de una lista independiente abandona el Parlamento, no es reemplazado y el escaño queda vacante hasta las siguientes elecciones generales.
El número total de escaños en el Parlamento se asigna a los partidos proporcionalmente al número de votos recibidos en la segunda votación de la papeleta utilizando el método d'Hondt. Por ejemplo, para determinar a quién se le otorga el primer escaño de lista, el número de votos de lista emitidos para cada partido se divide por uno más el número de escaños que el partido ganó en la región (en este punto, solo escaños de distrito electoral). El partido con el cociente más alto obtiene el escaño, que luego se agrega a los escaños de su circunscripción para asignar el segundo escaño. Esto se repite iterativamente hasta que se hayan asignado todos los escaños disponibles en la lista. Como la asignación de escaños a los partidos refleja el voto popular, es habitual que el partido más exitoso en las elecciones no obtenga una mayoría absoluta de los escaños, lo que le obliga a buscar alguna forma y nivel de apoyo interpartidario para sus iniciativas de gobierno.
Al igual que en la Cámara de los Comunes, para ser miembro del Parlamento escocés se requieren una serie de requisitos. Estas calificaciones se introdujeron mediante la Ley de Descalificación de la Cámara de los Comunes de 1975 y la Ley de Nacionalidad Británica de 1981 . En concreto, los miembros deben ser mayores de 18 años  y deben ser ciudadanos del Reino Unido, de la República de Irlanda, de uno de los países de la Mancomunidad de Naciones, ciudadanos de un territorio británico de ultramar o ciudadanos de la Unión Europea residentes en el Reino Unido. Los miembros de la policía y de las fuerzas armadas están descalificados para ocupar un escaño en el Parlamento escocés como diputados electos, y de manera similar, los funcionarios públicos y los miembros de legislaturas extranjeras están descalificados.  No existe ninguna prohibición legal para tener un mandato dual, es decir, ocupar un escaño tanto en el Parlamento escocés como en la Cámara de los Comunes.

## Resultados

Mapa con los partidos ganadores en las elecciones en cada circunscripción. Los socialistas mantienen su fortaleza en el Sur de Escocia, mientras que el Norte del país se reparte entre Nacionalistas y Liberal-Demócratas.

| Laboristas                           | 659.879   | 34,6  | –4,21 | 46 | –7 | 561.379   | 29,3  | –4,34 | 4  | +1  | 50  | –6 | 38,8  |
| PNE                                  | 449.,476  | 23,8  | –4,96 | 9  | +2 | 399.659   | 20,9  | –6,36 | 18 | –10 | 27  | –8 | 20,9  |
| Conservador                          | 312.598   | 16,6  | +1,04 | 3  | +3 | 296.929   | 15,5  | +0,15 | 15 | –3  | 18  | ±0 | 14,0  |
| Liberal-Demócratas                   | 286.150   | 15,3  | +1,15 | 13 | +1 | 225.774   | 11,8  | –0,63 | 4  | –1  | 17  | ±0 | 13,2  |
| Verdes-Escocia                       | —         | —     | —     | —  | —  | 132.138   | 6,9   | +4,9  | 7  | +6  | 7   | +6 | 5,4   |
| Socialista Escocés                   | 117.709   | 6,2   | +5,19 | 0  | ±0 | 128.026   | 6,7   | +3,1  | 6  | +5  | 6   | +5 | 4,7   |
| Independientes                       | 34.452    | 1,8   | +0,5  | 2  | +1 | 31.942    | 1,7   | –0,1  | 1  | +1  | 3   | +2 | 2,3   |
| Scottish Senior Citizens Unity Party | —         | —     | —     | —  | —  | 28.966    | 1,5   | +1,5  | 1  | +1  | 1   | +1 | 0,8   |
| Otros                                | 39.171    | 2,0   | +1,9  | 0  | —  | 103.145   | 5,4   | –1,7  | 0  | 0   | 0   | 0  | 0     |
| Total                                | 1.891.335 | 100.0 |       | 73 |    | 1.915.856 | 100,0 |       | 56 |     | 129 |    | 100,0 |